# Skiron

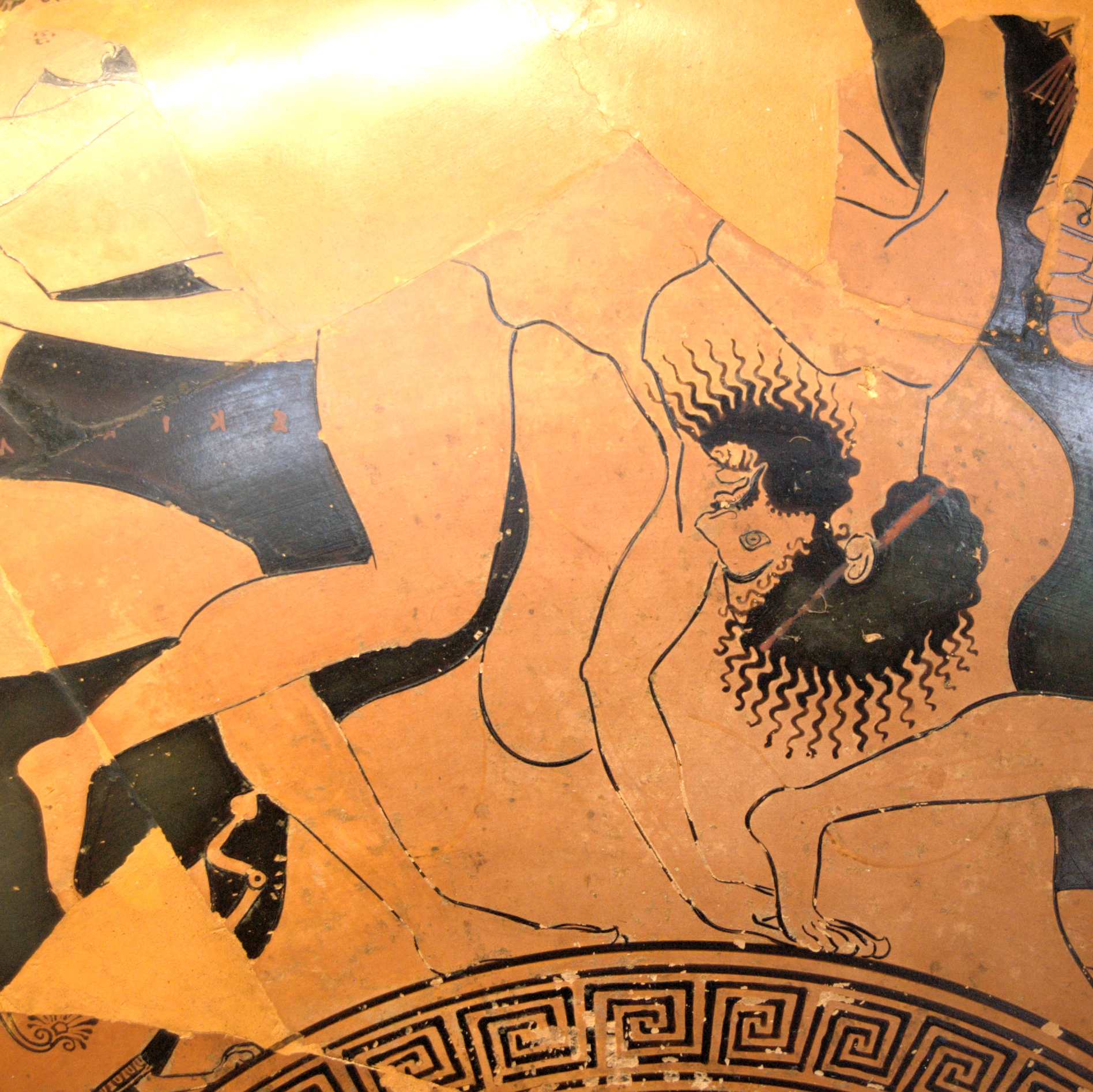
Durch Theseus umgeworfener Skiron. Attisch-rotfigurige Kylix von Euphronios, 500–490 v. Chr., Louvre (G 104)

Skiron (altgriechisch Σκίρων Skírōn) ist eine Gestalt der griechischen Mythologie und der Sohn des Poseidon, obgleich laut Plutarch Henioche, die Tochter des Pittheus, mit Kanethos seine Mutter war.
Er war ein Straßenräuber, der an der Grenze von Attika und Megara ahnungslosen Wanderern auflauerte, sie ausplünderte und zwang, ihm die Füße zu waschen. Dabei stieß er sie ins Meer hinab, wo eine riesige Schildkröte die Leichen fraß.
Der junge Theseus besiegte ihn und tötete ihn auf dieselbe Weise. Doch sowohl die Erde als auch das Meer verweigerten ihm ein Grab und schleuderten ihn stattdessen untereinander hin und her, bis seine Überreste schließlich versteinerten. Die von heftigen Stürmen umbrausten Skironischen Felsen bei Megara tragen deswegen seinen Namen.
Laut der bei Plutarch überlieferten Lokaltradition Megaras, die sich auf ein hohes Alter berief, war Skiron weder ein Räuber noch gewalttätig, sondern vielmehr einer, der Räuber bestrafte, und ein Freund der Gerechten.